# Morawa (lewy dopływ Dunaju)
Morawa (cz. Moravaⓘ, słow. Morava niem. March, węg. Morva) – rzeka na Morawach, we wschodniej Austrii i zachodniej Słowacji, dopływ Dunaju. Długość – 352 km, w tym 242 km w Czechach, 40 km jako granica czesko-słowacka i 70 km jako granica słowacko-austriacka. Powierzchnia zlewni – 26 658 km², w tym:
- w Czechach – 22 393 km² (84%)
- na Słowacji – 2283 km² (8,6%)
- w Austrii – 1982 km² (7,4%)

Średni roczny przepływ mierzony u ujścia – 109 m³/s.

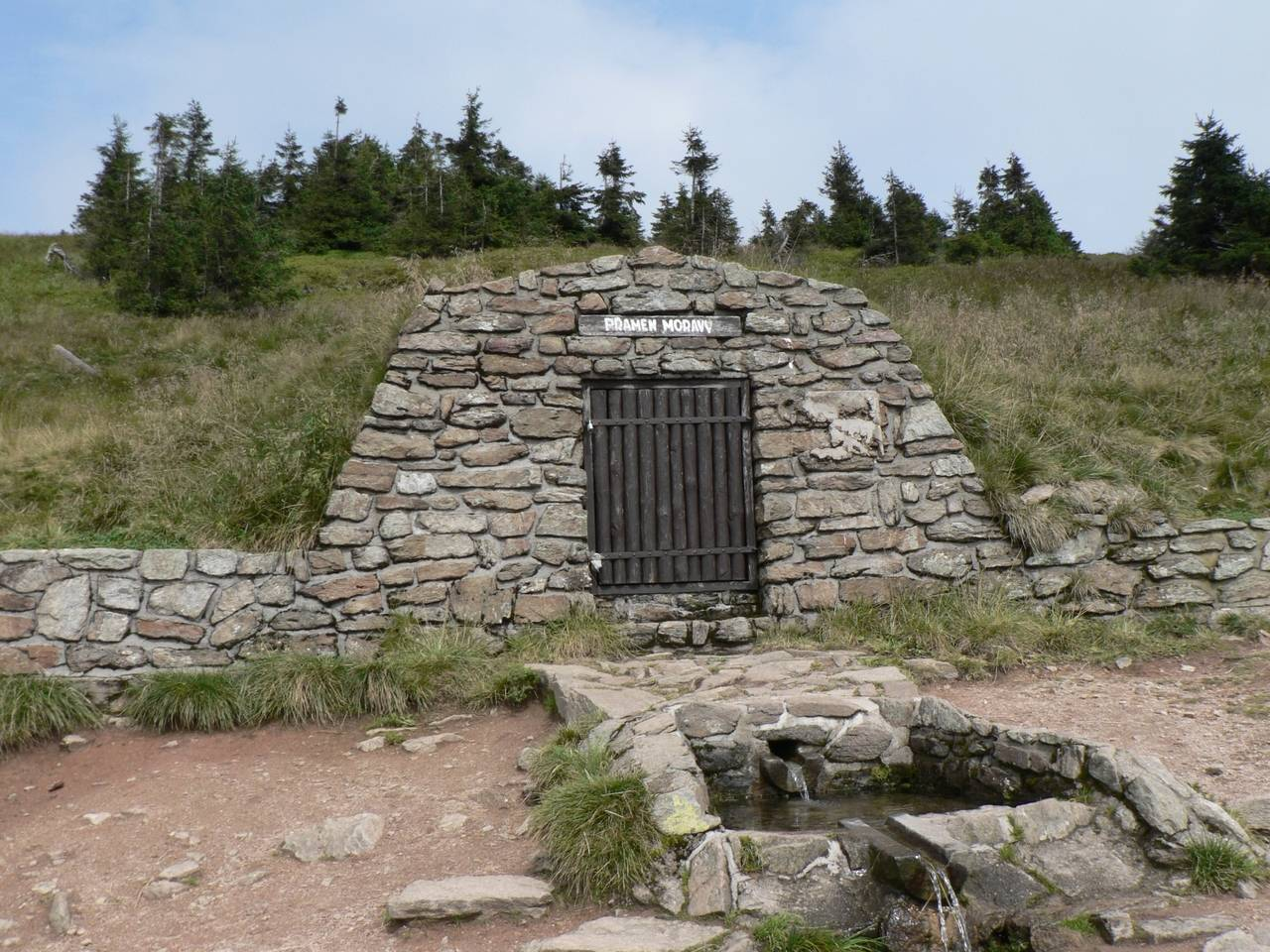
Źródło Morawy

Źródła Morawy znajdują się na południowych stokach szczytu Śnieżnik (cz. Králický Sněžník) – kulminacji Masywu Śnieżnika w północno-zachodnim zakątku Moraw, na granicy polskiej ziemi kłodzkiej i niedaleko czeskiego Śląska Opawskiego, na wysokości ok. 1380 m n.p.m. W początkowym biegu Morawa płynie na południe szeroką kotliną między Międzygórzem Czeskomorawskim a Jesionikami. Przed miastem Litovel zmienia kierunek na południowo-wschodni, a przed Ołomuńcem znów na południowy.

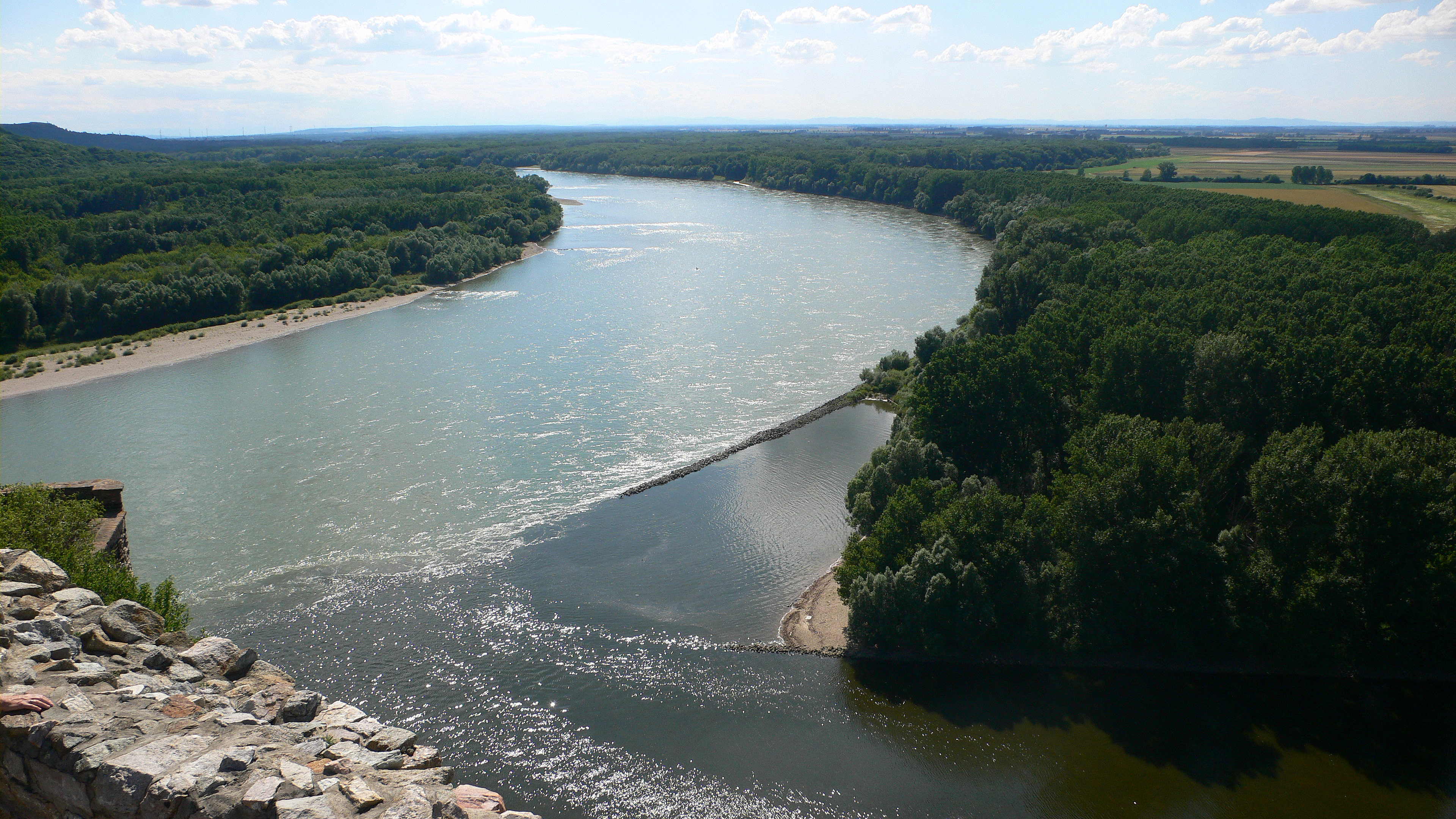
Ujście Morawy do Dunaju

W okolicach Ołomuńca Morawa traci charakter rzeki górskiej – zaczyna płynąć szeroką kotliną, która nosi nazwę Obniżenia Górnomorawskiego i rozdziela Wyżynę Drahańską od Gór Odrzańskich. Poniżej Ołomuńca Morawa jest częściowo uregulowana. Koło wsi Troubky przyjmuje swój pierwszy większy dopływ – Beczwę, po czym przepływa przez miasto Kromieryż. W tej okolicy rzeka zaczyna zataczać wielki, łagodny łuk na wschód, którego miejsce najbardziej wysunięte na wschód znajduje się koło wsi Napajedla. Wewnątrz tego łuku znajduje się masyw górski Chrziby, który dolina Morawy oddziela od Gór Hostyńskich, od Gór Wizowickich i od południowej części Białych Karpat. Na tym odcinku dolinę tę nazywa się już Obniżeniem Dolnomorawskim. Morawa przepływa przez miasto Uherské Hradiště, po czym koło wsi Rohatec zaczyna nią biec granica Czech i Słowacji. Następnie rzeka przepływa przez miasto Hodonín i wypływa na Nizinę Zahorską.
W dolnym biegu Morawa jest rzeką typowo nizinną, z małym spadkiem (0,18%) i małą prędkością wody (0,6 m/s), płynie, meandrując. Na południe od wsi Lanžhot Morawa przyjmuje swój największy dopływ – Dyję. W tym miejscu średni przepływ Morawy wynosi 65 m³/s, jednak w okresach wiosennych spiętrzeń lub powodzi wzrasta on wielokrotnie. W czasie powodzi 1997 r. przepływ Morawy tuż powyżej Hodonína wynosił ponad 900 m³/s, zaś wiosną 2006 r. we wspomnianym wyżej Lanžhocie zanotowano 553 m³/s. Widły Morawy i Dyi porośnięte są w znacznej części lasami łęgowymi, zalewanymi w okresach wielkiej wody nawet do wysokości 3 m (w krytycznym okresie w 1997 r. teren ten zakumulował ok. 150 mln m³ wody).
Od ujścia Dyi Morawa stanowi granicę słowacko-austriacką. Następnie zatacza lekki łuk na zachód, po czym wraca do kierunku południowego. Na tym odcinku Morawa stanowi wschodnią granicę nizinnej krainy zwanej Morawskim Polem (niem. Marchfeld) w północno-wschodniej Dolnej Austrii. Morawa wpada do Dunaju na jego 1880. kilometrze, w Devínie, dzielnicy Bratysławy. Ujście Morawy znajduje się na wysokości 136 m n.p.m. Na odcinku ujściowym Morawa tworzy śródlądową deltę, rokrocznie zalewaną powodziami, stanowiącą ostoję unikatowych i zagrożonych gatunków roślin i zwierząt.
Morawa jest największą i główną rzeką Moraw, które niemal w całości leżą w jej dorzeczu, oraz jednym z największych dopływów Dunaju. Na terenie jej dorzecza mieszka 2,9 mln ludzi. Wody Morawy są wykorzystywane gospodarczo, głównie do zaopatrzenia w wodę ludności i upraw oraz do produkcji prądu. Po wielkiej powodzi w 1997 r. wzrosło znaczenie zbiorników wodnych jako instrumentu ochrony przeciwpowodziowej. W basenie Morawy istnieją 34 sztuczne zbiorniki wodne o łącznej maksymalnej pojemności 659 tys. m³. Spośród nich 20, o łącznej maksymalnej pojemności 520 tys. m³, znajduje się na Dyi i jej dopływach.
Dolina Morawy stanowi korytarz komunikacyjny łączący Ołomuniec z północą i południem Moraw. Niemal całą jej długością biegnie linia kolejowa, której na odcinku od okolic miasta Zábřeh aż do ujścia towarzyszy droga krajowa.